# Sumbaflugsnappare
För fågelarten Muscicapa segregata, se drillflugsnappare.
Sumbaflugsnappare (Ficedula harterti) är en fågel i familjen flugsnappare inom ordningen tättingar. Den förekommer enbart på ön Sumba i Indonesien.

## Utseende och läte
Sumbaflugsnapparen är en liten rostbrun flugsnappare. Ovansidan är rödbrun, undersidan ljus med roströda fläckar på bröstsidorna. Ungfågeln uppvisar två ljusa vingband. Kombination av roströd ovansida, avsaknad av ögonring och helmörk näbb skiljer den från drillflugsnappare, sandelflugsnappare och glasögonflugsnappare. Sången är enkel, en kort serie visslingar på samma tonhöjd, ibland uppblandat med ett kort och strävt skallrande. Även cikadaliknande "tzeee" och "chikik" kan höras.

## Utbredning och systematik
Fågeln förekommer i låglänta områden på Sumba (västra Små Sundaöarna). Den behandlas som monotypisk, det vill säga att den inte delas in i några underarter. 

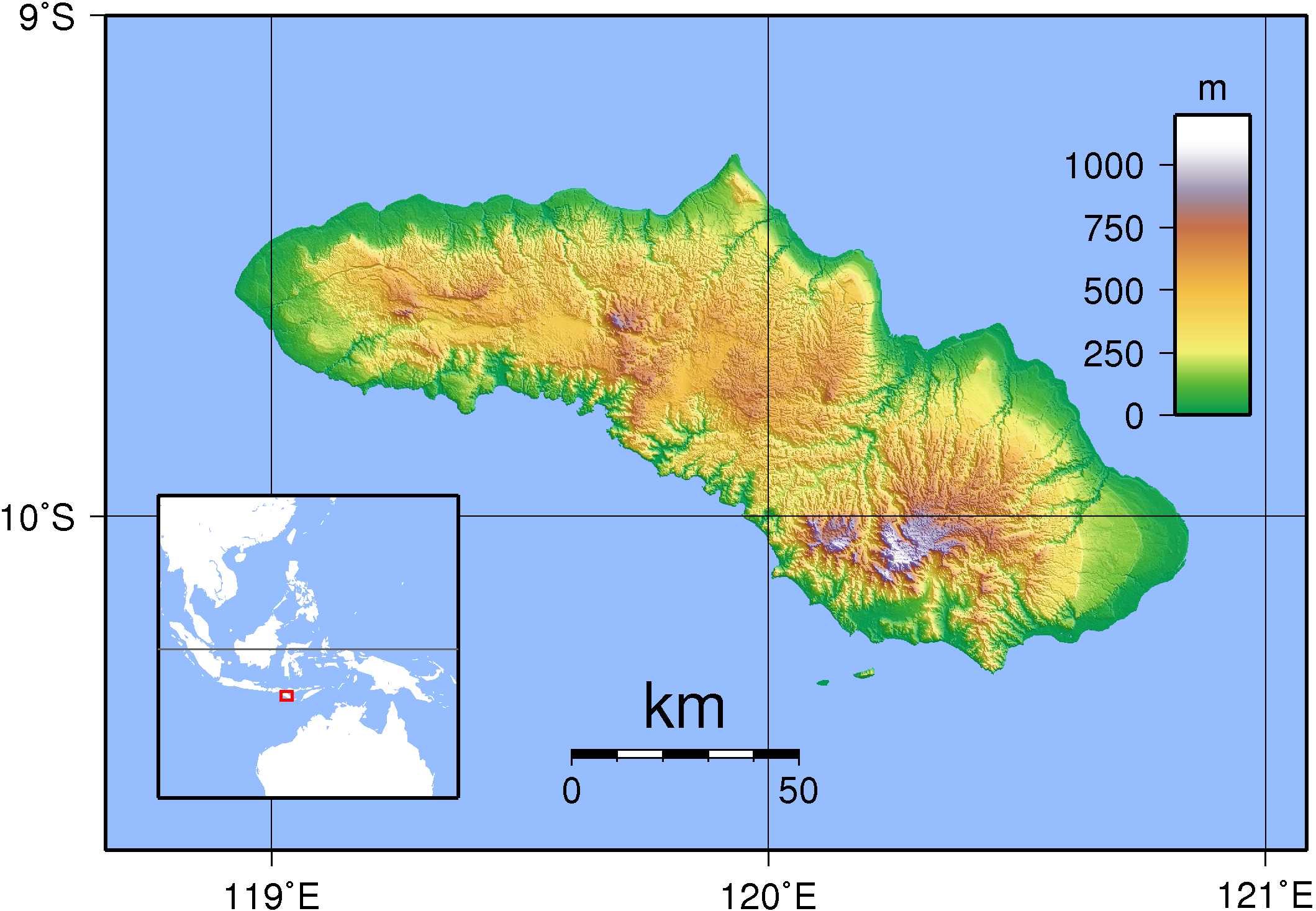
Ön Sumba och dess position i regionen.

## Levnadssätt
Sumbaflugsnapparen hittas i låglänta områden i skogar och skogsbryn. Där ses den enstaka eller i par i lägre delen av undervegetationen.

## Status
Trots det begränsade utbredningsområdet och att den tros minska i antal anses beståndet vara livskraftigt av internationella naturvårdsunionen IUCN. 

## Namn
Dess vetenskapliga namn är en hyllning till den tyska samlaren och ornitologen Ernst Hartert (1859-1933).